# Trimerotropis pacifica
Trimerotropis pacifica es una especie de saltamontes perteneciente a la familia Acrididae. Se encuentra en Norteamérica, específicamente en California.